# Campionati del mondo di ciclismo su pista 1976
I Campionati del mondo di ciclismo su pista 1976 si svolsero presso il Velodromo degli Ulivi a Monteroni di Lecce, in Italia.

## Medagliere
| Posiz. | Nazione          | Oro | Argento | Bronzo | Totale |
| ------ | ---------------- | --- | ------- | ------ | ------ |
| 1      | Paesi Bassi      | 2   | 2       | 0      | 4      |
| 2      | Italia           | 1   | 2       | 1      | 4      |
| 3      | Stati Uniti      | 1   | 1       | 1      | 3      |
| 4      | Germania Ovest   | 1   | 0       | 1      | 2      |
| 5      | Polonia          | 1   | 0       | 0      | 1      |
| -      | Australia        | 1   | 0       | 0      | 1      |
| 7      | Cecoslovacchia   | 0   | 1       | 1      | 2      |
| 8      | Spagna           | 0   | 1       | 0      | 1      |
| 9      | Giappone         | 0   | 0       | 1      | 1      |
| -      | Norvegia         | 0   | 0       | 1      | 1      |
| -      | Unione Sovietica | 0   | 0       | 1      | 1      |
|        | Totale           | 7   | 7       | 7      | 21     |